# Nowa Ziemia (osada)
Nowa Ziemia (niem. Neuländel) – osada w Polsce położona w województwie dolnośląskim, w powiecie złotoryjskim, w gminie Złotoryja. Miejscowość leży w kompleksie leśnym, pomiędzy miejscowościami Jerzmanice-Zdrój i Sępów. Funkcjonuje w niej fabryka tektury.
W latach 1975–1998 miejscowość należała administracyjnie do województwa legnickiego.
W pobliżu Nowej Ziemi znajduje się nieczynny kamieniołom, na którego terenie znajduje się wiele dróg wspinaczkowych o różnych stopniach trudności.